# Alois Traint
Alois Traint (* 1970 in Neunkirchen) ist ein österreichischer Koch.

## Werdegang
Nach der Kochlehre in Hochegg kochte er in Tirol, später in der Villa Moser in Wien beim ehemaligen TV-Koch Alois Mattersberger. Er stand bei Toni Mörwald am Herd und arbeitete mehrmals im Zum Schwarzen Kameel.
Dann war er 21 Jahre lang Souschef im Restaurant Vestibül im Burgtheater bei Christian Domschitz. Es folgte das Restaurant Walter Bauer.
2014 erfuhr er vom geplanten Projekt des in Japan geborenen Wahlwieners Jōji Hattori, einem Geiger und Dirigenten, der sich als Sohn einer Unternehmerfamilie in Wien ein japanisches Restaurant leisten wollte.
Im Februar 2015 eröffnete das Restaurant Shiki in Wien mit Traint als Souschef. Im November 2015 wurde er hier Küchenchef. Seit März 2018 wird das Restaurant mit einem Michelinstern ausgezeichnet.
Train hat eine Leidenschaft für scharfe Messer; er besitzt Hunderte davon, manche sind so teuer wie ein Mittelklasseauto.

## Auszeichnungen
- 2018: Ein Michelinstern für das Restaurant Shiki

## Publikation
- Joji Hattori, Alois Traint: The Art of Shiki. Pichler Verlag, 2021, ISBN 978-3-222-14051-8.